# Achromadora tenera
Achromadora tenera is een rondwormensoort uit de familie van de Cyatholaimidae. De wetenschappelijke naam van de soort is voor het eerst geldig gepubliceerd in 1925 door Schneider.